# Heliocereus speciosus
Heliocereus speciosus là một loài thực vật có hoa trong họ Cactaceae. Loài này được (Cav.) Britton & Rose mô tả khoa học đầu tiên năm 1909.